# Boniface (abbé de Cîteaux)
Pour les articles homonymes, voir Boniface.
Boniface de Cîteaux est le 25e abbé général de Cîteaux de 1243 à 1257 ou 1258.

## Biographie
L'abbatiat de Boniface de Cîteaux est surtout marqué par la visite officielle en 1244 lors d’un chapitre général de Cîteaux du roi de France Louis IX. Le souverain est accompagné de sa mère Blanche de Castille, de sa femme Marguerite de Provence, de ses frères Robert Ier d'Artois et Alphonse de Poitiers et de sa sœur la princesse Isabelle. C'est une rare circonstance où une femme, la reine-mère Blanche de Castille, peut entrer dans la clôture.
L'abbé saisit l'occasion de cette visite pour relayer au roi un message d’Innocent IV. Ce pape, élu depuis 1243, sollicite un asile en France à la suite de ses luttes avec Frédéric II (querelle du sacerdoce et de l’Empire). Après avoir consulté ses barons, Louis IX ne donne pas suite à cette demande.
Il figure lors d'un autre événement majeur de ce milieu du XIIIe siècle, le 1er concile œcuménique de Lyon en 1245, qui vise à déposer Frédéric II, à la tête du Saint Empire Romain germanique et toujours en opposition à la papauté.
Boniface apparaît dans plusieurs affaires de gouvernance et d'administration d'abbayes :
- Le prédécesseur immédiat de Boniface, Guillaume IV de Montaigu, fonda indirectement en 1240 l’abbaye de la Clarté-Dieu, comme exécuteur testamentaire de Pierre des Roches et en s’appuyant sur l’intermédiaire et les services de l’abbaye cistercienne de l’Épau[4]. Boniface décide en 1243 par acte écrit que cette abbaye de l’Épau ne bénéficie pas du droit d’abbaye-mère sur la Clarté-Dieu et que cette dernière devient donc la vingt-cinquième fille directe de Cîteaux, maison-mère de l'Ordre, témoignant de l’importance qui lui est accordée. Son approbation est entérinée par le pape Innocent IV en 1246, puis par celle du roi saint Louis en 1248.
- En 1243, Boniface approuve la fondation d’un couvent de religieuses de Cîteaux à Nicosie (sur l’île de Chypre)[5]. Le récit qui en fait part décrit au passage son sceau comme abbé de Cîteaux :« Huic littere suprascripte erat impositum sigillum unum cereum de cera glauca, pendens cum filo serico rubeo, in quo sculptus erat abbas quidam. Et erat scriptium Sigillam abbatis Cisterciensis » , ce qui se traduit par : « Au-dessus de cette lettre était placé un sceau d'une bougie de cire grise, suspendue avec un fil de soie rouge, sur laquelle était sculpté un profil d’abbé. Et l'écrit indiquait « Sceau de l'abbé des Cisterciens ».
- Il conteste en vain la juridiction que Thibaud de Marly a sur l'abbaye cistercienne de Port-Royal[6].
- En 1246, il invite les fidèles à contribuer aux réparations de l’église et du monastère de Tournus, abîmés par un incendie récent[7].

Un manuscrit de la Bibliothèque Municipale de Dijon ferait référence à lui « B., dictus abbas Cistercii » comme signataire d'un document relatif à la translation de saint Ursicin, évêque de Sens.
Boniface se serait démis de sa charge d’abbé avant sa mort, en 1259 ou 1260, au terme d’une vie marquée par une réputation de sainteté. Il fut enterré à Cîteaux.